# 戴夫·安南

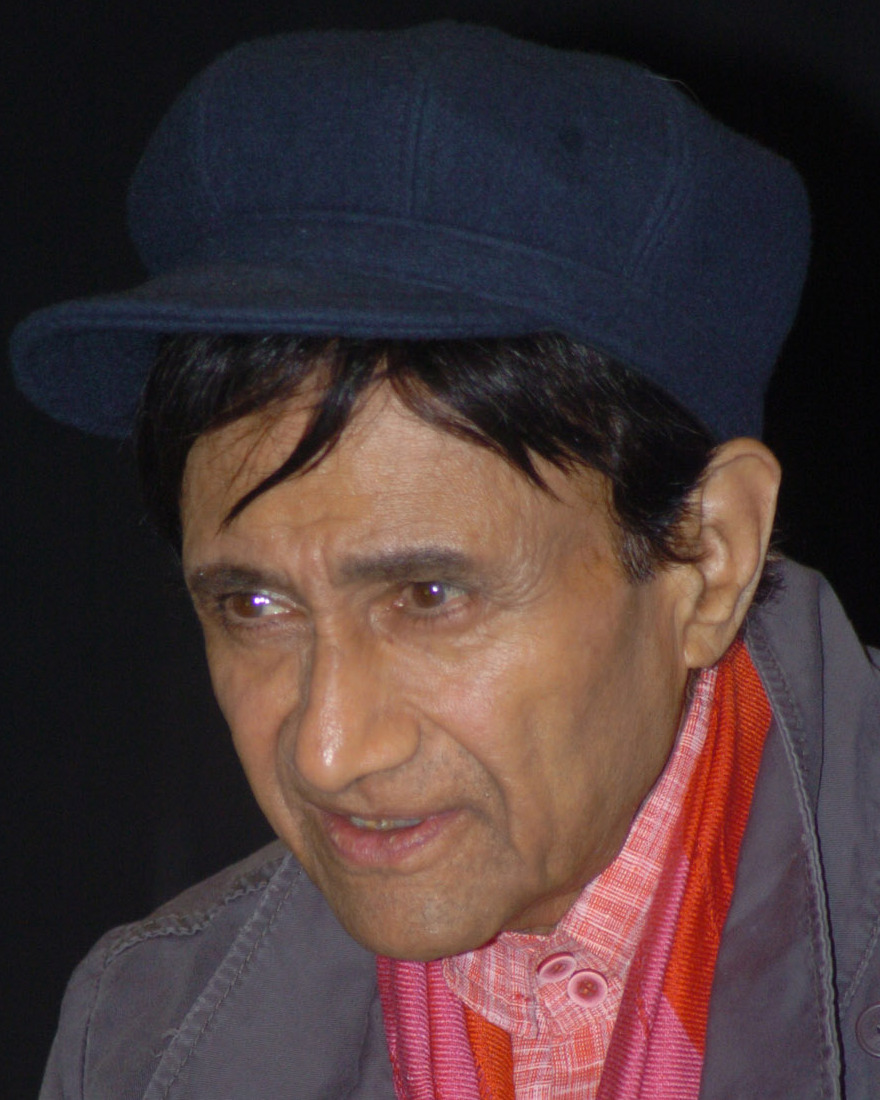
戴夫·安南

戴夫·安南（1923年9月26日 - 2011年12月3日）是一位印度演员、作家、导演和制片人。 戴夫·安南曾四次获得印度電影觀眾獎。2001年，印度政府授予他莲花装勋章。 他
2011年12月3日，在他执导并制作的最后一部电影上映仅仅两个月后，戴夫·安南在伦敦因心脏骤停逝世，享年88岁。 